# Шапошников, Владимир Георгиевич
Владимир Георгиевич Шапошников (1870—1952) — советский инженер-технолог, химик-органик, академик АН УССР.

## Биография
Владимир Георгиевич Шапошников родился 6 июня 1870 года в городе Вольске.
Успешно окончил курс в Санкт-Петербургском технологическом институте в 1893 году, после чего служил на частных мануфактурах в городе Иваново-Вознесенске.
В 1895 году переехал в столицу Российской империи, где занял должность лаборанта при красильной лаборатории в альма-матер.
В 1896—97 гг. Шапошников находился в командировке за рубежом для подготовки к профессуре.
В 1898 году был приглашен профессором в Киевский политехнический институт, на кафедру химической технологии, по отделу красящих и волокнистых веществ.
С осени 1919 года — профессор политеха в Екатеринодаре.
В 1921 году В. Г. Шапошников становится академиком Украинской академии наук (УАН).
В 1928 году учёный возглавил лабораторию в Киевском институте народного хозяйства (ныне Киевский национальный экономический университет).
Главные научные труды учёного касаются технологии природных волокон и химии красителей. Шапошников также предложил номенклатуру азокрасителей и, согласно БСЭ, разработал новый способ получения азофенинов. Помимо этого, Шапошников — один из авторов ЭСБЕ.
Владимир Георгиевич Шапошников скончался 3 октября 1952 года в городе Киеве и был погребён на Лукьяновском кладбище.

## Избранная библиография
- «О бучении хлопчатобумажных тканей в котлах Матер-Платта»,
- «О классификации красящих веществ»,
- «О роли щавелевой кислоты при вытравках по индиго»,
- «Об азозиниевых хромогенах и их производных»,
- «Об анализе анилинового масла по объемному способу путём бромирования»,
- «О новых голубых красящих веществах ряда тионинов»,
- «О новом способе получении азофенина»,
- «О конденсациях хинондихлординиминов с аминами»,
- «О сухих поглотительных трубках для органического анализа»,
- «О поглощении пигментов мерсеризованным хлопчатобумажным волокном»,
- «Опыт рациональной номенклатуры в рядах азиновых и азозиниевых красящих веществ»
- «Мюльгаузенская химическая школа»,
- «Техническое и профессиональное образование в Швейцарии»,
- «К вопросу о высшем химико-техническом образовании в России»,
- «О преподавании химии»,
- «Программа для практических занятий по красильной технологии на мануфактурах и в лаборатории» (Киев).